# Acmella sodiroi
Acmella sodiroi là một loài thực vật có hoa trong họ Cúc. Loài này được (Hieron.) R.K.Jansen mô tả khoa học đầu tiên năm 1985.